# Česká gramatika
Česká gramatika je mluvnický popis češtiny. Česká mluvnice vychází z podobných principů jako mluvnice ostatních slovanských jazyků. Čeština je typický flektivní jazyk, vyznačující se bohatostí slovních tvarů při skloňování a časování.

## Slovní druhy
Čeština rozlišuje 10 slovních druhů, které se rozdělují na ohebné a neohebné:
- ohebné
  - skloňují se – podstatná jména, přídavná jména, zájmena, číslovky;
  - časují se – slovesa;
- neohebné – příslovce, předložky, spojky, částice, citoslovce.

## Jmenný rod
Čeština rozlišuje 3 jmenné rody: mužský (maskulinum), ženský (femininum) a střední (neutrum). Mužský rod se dále člení na životný a neživotný.

## Číslo
Rozlišuje se dvojí mluvnické číslo: jednotné (singulár) a množné (plurál). Kromě toho se při skloňování vyskytují pozůstatky dvojného čísla (duálu).

## Skloňování
Čeština má 7 pádů (nominativ, genitiv, dativ, akuzativ, vokativ, lokál, instrumentál – tradičně se označují jako 1.–7. pád), které se uplatňují při skloňování podstatných a přídavných jmen, zájmen a číslovek. V závislosti na typu skloňování se v paradigmatu některé tvary slova opakují ve více pádech, žádné slovo nemá 14 teoreticky možných tvarů.
Základním tvarem (lemmatem) jmen je zpravidla nominativ singuláru (1. pád jednotného čísla).
Podstatná jména se skloňují podle 14 vzorů, přičemž v každém rodě lze rozlišit vzory měkké a tvrdé, v mužském rodě pak ještě vzory životné a neživotné.
Přídavná jména se skloňují buď podle tvrdých (mladý), nebo podle měkkých (jarní) vzorů. Zvláštní typ sklonění mají přídavná jména přivlastňovací (otcův, matčin).
Zájmena a číslovky se buď skloňují jako podstatná a přídavná jména, nebo mají vlastní (nepravidelné) sklonění.
| Číslo | Pád | Pád          | Pádová otázka     | Rod mužský životný | Rod mužský neživotný | Rod ženský     | Rod střední       |
| ----- | --- | ------------ | ----------------- | ------------------ | -------------------- | -------------- | ----------------- |
| Sg.   | 1.  | Nominativ    | kdo? co?          | mladý muž          | mladý stát           | mladá žena     | mladé zvíře       |
| Sg.   | 2.  | Genitiv      | koho? čeho?       | mladého muže       | mladého státu        | mladé ženy     | mladého zvířete   |
| Sg.   | 3.  | Dativ        | komu? čemu?       | mladému muži       | mladému státu        | mladé ženě     | mladému zvířeti   |
| Sg.   | 4.  | Akuzativ     | koho? co?         | mladého muže       | mladý stát           | mladou ženu    | mladé zvíře       |
| Sg.   | 5.  | Vokativ      | oslovení          | mladý muži!        | mladý státe!         | mladá ženo!    | mladé zvíře!      |
| Sg.   | 6.  | Lokál        | (o) kom? (o) čem? | mladém muži        | mladém státě         | mladé ženě     | mladém zvířeti    |
| Sg.   | 7.  | Instrumentál | kým? čím?         | mladým mužem       | mladým státem        | mladou ženou   | mladým zvířetem   |
| Pl.   | 1.  | Nominativ    | kdo? co?          | mladí muži         | mladé státy          | mladé ženy     | mladá zvířata     |
| Pl.   | 2.  | Genitiv      | koho? čeho?       | mladých mužů       | mladých států        | mladých žen    | mladých zvířat    |
| Pl.   | 3.  | Dativ        | komu? čemu?       | mladým mužům       | mladým státům        | mladým ženám   | mladým zvířatům   |
| Pl.   | 4.  | Akuzativ     | koho? co?         | mladé muže         | mladé státy          | mladé ženy     | mladá zvířata     |
| Pl.   | 5.  | Vokativ      | oslovení          | mladí muži!        | mladé státy!         | mladé ženy!    | mladá zvířata!    |
| Pl.   | 6.  | Lokál        | (o) kom? (o) čem? | mladých mužích     | mladých státech      | mladých ženách | mladých zvířatech |
| Pl.   | 7.  | Instrumentál | kým? čím?         | mladými muži       | mladými státy        | mladými ženami | mladými zvířaty   |

## Časování
Česká slovesa vyjadřují 3 časy: minulý (préteritum), přítomný (prézentum) a budoucí (futurum). Zachovala se také forma plusquamperfekta (předminulého času), vnímaná jako archaická.
Mají též sémantickou schopnost rozlišit vztah k plynutí času a ukončenosti děje pomocí vidu (aspektu). Z tohoto hlediska se dělí na dokonavá (perfektiva) a nedokonavá (imperfektiva). Dokonavá slovesa nemají schopnost vyjádřit přítomnost, jejich přítomné tvary vyjadřují budoucnost.
Rozlišují se tři slovesné způsoby: oznamovací (indikativ), podmiňovací (kondicionál) a rozkazovací (imperativ). Vztah podmětu k ději se vyjadřuje činným (aktivum) nebo trpným (pasivum) rodem.
Lemmatem u sloves je infinitiv.

## Slovosled
Slovosled je velmi flexibilní (volný), řídí se především tzv. aktuálním větným členěním. Základní slovosled je typu SVO (podmět–přísudek–předmět).

## Historický vývoj
Mluvnický systém současné češtiny zachovává většinu prvků mluvnice praslovanštiny, z níž se čeština na konci 1. tisíciletí vyvinula.
V pračeském období (konec 10. století – asi polovina 12. století) existovalo trojí mluvnické číslo: kromě singuláru a plurálu ještě duál (dvojné číslo). Při skloňování docházelo ke střetávání tradičního rozdělení podle zakončení kmene a principu rodového (rozdělení na maskulina, feminina a neutra), který získával na významu.
V časování sloves se rovněž uplatňoval duál. Minulé děje se vyjadřovaly 4 časy – aoristem, imperfektem a perfektem, předminulé plusquamperfektem (antepréteritem). Futurum (budoucí čas) ještě nebylo ustáleno, používal se často přítomný čas. Vidový protiklad dokonavosti a nedokonavosti nebyl ještě plně vytvořen, přežívala slovesa obouvidová a bezvidová. Tento stav trval i v následujícím období rané staré češtiny.
Do konce 14. století se stabilizovaly tvary budoucího času nedokonavých sloves, z různých forem typu chc’u volati, jmám volati, budu volati a budu volal se nakonec prosadil typ budu volati. Ustálil se vidový protiklad dokonavosti a nedokonavosti. Uplatnila též se perfektivizační funkce předpon a imperfektivizační funkce přípon. V důsledku toho se koncem století v mluvené řeči přestávají používat aorist a imperfektum a jsou postupně nahrazovány perfektem (dnes označováno jako préteritum), úplně se přestaly používat do konce 15. století. Ve 14. století se také začíná konstituovat opisné pasívum (trpný rod).
Během 16. století bylo dovršeno rozlišení životných a neživotných maskulin. Protiklad životnosti u maskulin nebyl do té doby při skloňování zcela vyhraněn, neužíval se u zvířat (vidím pána × vidím pes).
Mluvnický systém se v té době již zásadně nelišil od současného. Pokračoval vývoj systému hlásek, který se projevil změnami koncovek (především v obecné češtině) a zvětšením rozdílů mezi měkkými a tvrdými vzory skloňování. Tento vývoj rovněž výrazněji odlišil češtinu od příbuzné slovenštiny, v níž mnohé změny neproběhly.